# Home Alone 2: Lost in New York (datorspel)
Home Alone 2: Lost in New York är ett TV-spel löst baserat på långfilmen med samma namn, och släpptes till NES, Sega Mega Drive, Game Boy, MS-DOS och SNES.

## Handling
Familjen McCallister åker på semester till Florida över julen. 10-årige sonen Kevin hamnar i fel flygplan, och kommer till New York. Brottslingarna Harry och Marv har dock rymt från fängelset, och är ute efter Kevin.

### Fotnoter
1. ↑  ”Home Alone 2: Lost in New York”. NES DB. 26 februari 1992. Arkiverad från originalet den 11 mars 2015. https://web.archive.org/web/20150311183446/http://www.nesdb.se/game_more.php?id=674&rid=1. Läst 28 april 2014.